# 古菌素
古菌素（英語：archaeocin）係一類從古菌中分離出的，有潛力成爲新型強效抗生素的物質。已部分或完全確認了8種古菌素的存在，但古菌素的數量應多達數百種，而且這裏面有很大一部分應該存在於嗜鹽古細菌中。產生古菌素是桿狀嗜鹽古細菌的基本特徵。
到底有多少古菌域的生物能產生古菌素至今沒有定論，因爲之前根本沒有人去尋找這類物質。發現新古菌素的關鍵在於如何從環境中提取並擴大培養古菌。

## 嗜鹽古菌素
嗜鹽古菌素（halocin）係一類由嗜鹽古菌科的古菌產生，具有抗生素效果的物質。嗜鹽古菌素有的屬於多肽（相對分子質量小於等於10,000），有的屬於蛋白質（相對分子質量大於10,000）。所有已知的嗜鹽古菌素都由大型質粒（長度大於10萬個鹼基對的質粒）上的基因編碼，而且這類基因都擁有典型的嗜鹽古菌的TATA和BRE啓動子區域。

### 小分子嗜鹽古菌素
有5種小分子（多肽類）嗜鹽古菌素被完全或部分地於蛋白質或/與基因水平上確定。這五種嗜鹽古菌素分別是HalS8、HalR1、HalC8、HalH7，以及HalU1。這些具有抗生素作用的多肽相對分子質量自大約3000到7400不等，氨基酸殘基數從36個到76個。其中，HalS8和HalC8是由分子量更大的前體蛋白經過機制尚不明確的水解切割而來。小分子嗜鹽古菌素是一類疏水的多肽，即使脫鹽並/或儲存在4攝氏度的環境下仍然保持活性，且耐熱性、耐有機溶劑性均很強。人們確認的首個小分子嗜鹽古菌素爲HalS8。HalS8是從人們從美國猶他州的大鹽湖中分離出來的當時尚未確認的嗜鹽古菌S8a中分離出來的。

### 大分子嗜鹽古菌素
現發現了兩種大分子（蛋白類）嗜鹽古菌素：HalH1和HalH4。其他的嗜鹽古菌素的相對分子質量還有待測定。HalH1是由自一個西班牙阿利坎特附近的太陽能鹽場分理出的Hfx. mediterranei M2a（原菌株Xia3）產生的。這種嗜鹽古菌素耐熱性差，脫鹽後失活。它在嗜鹽古菌群體內顯示出了寬泛的抑制作用。HalH1已在蛋白質水平和基因水平上被確定。另一種嗜鹽古菌素HalH4則是由同一地區分離出的Hfx. mediterranei R4（ATCC 33500）產生的，且爲人們發現的第一種古菌素。HalH4的相對分子質量爲34,900，有359個氨基酸殘基。其由一個分子質量爲39,600的前體蛋白經尚不明確的機制加工而成。HalH4是一類能使古菌發生細胞溶解的嗜鹽古菌素，它能吸附到敏感的Hbt. salinarum細胞上，並干擾其細胞膜的通透性。

## 硫化葉菌素
硫化葉菌素係一類從硫化葉菌（Sulfolobus）體內分離出的古菌素，且與嗜鹽古菌素完全不同，其生化功能一般要和細胞共同發揮。硫化葉菌素的效果似乎是抑制能產生硫化葉菌素之外的硫化葉菌的增殖：硫化葉菌素能抑制 S. solfataricus P1、S. shibatae B12，以及其他6種尚未人工培養成功的S. islandicus菌株。硫化葉菌素殺滅古菌的原理似乎不是造成其細胞溶解。已在S. acidocaldarius和S. tokodaii兩種古菌中發現了與產生硫化葉菌素有關的基因。硫化葉菌素有望成爲一類新蛋白類抗生素的代表。